# Portada/efemèride maig 20
Icona que representa el  primer Concili de Nicea
« 19 de maig · 20 de maig · 21 de maig »